# Симона (песня)
«Симона» — песня Владимира Кузьмина в стиле рок-н-ролл. Хит 1987 года.

## История
Симона — девушка моей мечты,

Симона — королева красоты.

Вап–тап–пап–пап паду–паб–паду баду–паб та–бап–паб–паб–паду паб

Она прекрасна, как морской рассвет,

На целом побережье лучше

Девушки нет, нет, нет.
Песня «Симона» была написана Владимиром Кузьминым в период его работы в ресторане в Риге в составе группы «Динамик». На создание песни Кузьмина вдохновило понравившееся ему вымышленное имя одной из поклонниц. Несмотря на то, что первоначально Кузьмин хотел отдать песню Саше Кальянову, когда ему потребовалась песня для виниловой пластинки, выпускаемой на «Мелодии», он использовал «Симону». По словам самого Кузьмина, во время записи песни в студии Пугачёвой, Алла Борисовна сразу назвала песню супер-хитом и даже приняла участие в подпевках на записи, а на следующий день после показа песни в новогоднем «Голубом огоньке» её напевала уже вся страна.
Песня «Симона» стала одним из хитов 1987 года. Она входит в число тех рок-н-ролльных хитов Кузьмина, без которых трудно представить хотя бы одно его выступление.

## Критика
Симона — девушка моей мечты.

Симона — королева красоты.

Играет в теннис и баскетбол.

Слушает Баха и рок-н-ролл.

Она прекрасна, как морской рассвет,

На всём побережье девушки лучше нет.
Публицист Александр Бобров в 1987 году на страницах журнала «Дон» рассказал о своих впечатлениях об услышанной им по телевизору в новогоднюю ночь песне «Симона», самозабвенно исполненной широко рекламируемым в то время (по словам Боброва) певцом В. Кузьминым. Приведя несколько строк из песни, Бобров назвал их виршами, напоминающими ему халтурный перевод примитивного шлягера о красивой жизни жителей Флоридского побережья. По мнению Боброва, в этой песне была безоглядно перейдена граница между культурой и коммерческой «маскультурой».
По мнению Бубенниковой, эта «ретро»-песня проникнута тонкими ассоциациями, атмосферой и настроением 1950-х годов, признаками чего являются и почти цитатно повторяющее музыку из старого бельгийского фильма «Чайки умирают в гавани» саксофонное соло и по-армстронговски хриплый скэт. По утверждению Бубенниковой, тонко ассоциирующееся с именем французской кинозвезды Симоны Синьоре название песни стало знаком эпохи.

## Пародии
Песня была спародирована на шоу «Точь-в-точь» на Первом канале Глебом Матвейчуком и Людмилой Соколовой.